# Grenada na Letnich Igrzyskach Olimpijskich 1996
Grenadę na Letnich Igrzyskach Olimpijskich 1996 reprezentowało 5 zawodników – tylko mężczyzn.

## Skład kadry

### Lekkoatletyka
- Richard Britton, Rufus Jones, Alleyne Francique, Clint Williams
  - sztafeta 4 x 400 m - została zdyskwalifikowana

- Kenny Lewis
  - skok w dal - 39. miejsce